# Pavonia alnifolia
Pavonia alnifolia, também chamada de gueta, é uma espécie de  planta do gênero Pavonia e da família Malvaceae.
Pavonia alnifolia possui distribuição restrita às restingas do Rio de Janeiro e Espírito Santo. Consta na lista das espécies ameaçadas de extinção fornecida pelo Instituto Brasileiro de Desenvolvimento Florestal, uma condição decorrente da destruição e exploração acelerada do seu ambiente natural.
A espécie pode ser faclmente reconhecida pela presença de sulcos longitudinais nos ramos, pecíolos e pedicelos e pelas lâminas foliares ásperas, geralmente glabras e lustrosas em ambas as faces, obovadas a lago-oblongas. Apresenta o tubo estaminal muito típico, pelas partes livres dos estames muito curtas (1-2mm), densamente condensadas na porção apical, conferindo ao conjunto uma forma capitada.

## Forma de vida
É uma espécie terrícola e arbórea.

## Conservação
A espécie faz parte da Lista Vermelha das espécies ameaçadas do estado do Espírito Santo, no sudeste do Brasil. A lista foi publicada em 13 de junho de 2005 por intermédio do decreto estadual nº 1.499-R.

## Distribuição
A espécie é endêmica do Brasil e encontrada nos estados brasileiros de Espírito Santo, Rio de Janeiro e Santa Catarina. A espécie é encontrada no domínio fitogeográfico de Mata Atlântica, em regiões com vegetação de restinga.

## Compostos naturais
As plantas da espécie secretam compostos orgânicos através de estruturas secretoras especializadas, como tricomas e idioblastos mucilaginosos. Seu extrato contém flavonoides e polifenóis com atividade gastroprotetora.